# Sippin on Sunshine
Sippin on Sunshine è un singolo degli Ashland High, gruppo musicale cantante statunitense Trace Cyrus, pubblicato il 13 luglio 2012. Il brano è stato prodotto dai The Lost Boys (David Rancourt, Antoine Rochette, David Audet) e mixato da Nicolas Roberge, ed è il secondo brano estratto dal mixtape Geronimo.
Il videoclip è stato girato da Tyler Davis nella casa di Miley Cyrus in California ed è stato anticipato da un video backstage.
Sippin On Sunshine” è un brano descritto come “a perfect summer jam” da Trace Cyrus. Il videoclip vanta il cameo di alcuni membri della famiglia Cyrus.

## Tracce
Download digitale
1. Sippin On Sunshine  - 3:16